# Puente Internacional Barón de Mauá
Die Puente Internacional Barón de Mauá (auch: Ponte Barão de Mauá oder auf Deutsch Baron von Maua-Brücke) ist eine internationale Straßen- und Eisenbahnbrücke in Südamerika.
Die 340 m lange Bogenbrücke führt über den Río Yaguarón und verbindet die brasilianische Stadt Jaguarão im Bundesstaat Rio Grande do Sul mit der uruguayischen Stadt Río Branco im Departamento Cerro Largo.
Erbaut wurde sie im Zeitraum von 1927 bis 1930. Von uruguayischer Seite führt die Ruta 18 auf die Brücke zu, auf brasilianischer Seite die Fernstraße BR-116, von Fortaleza kommend.

## Weblinks

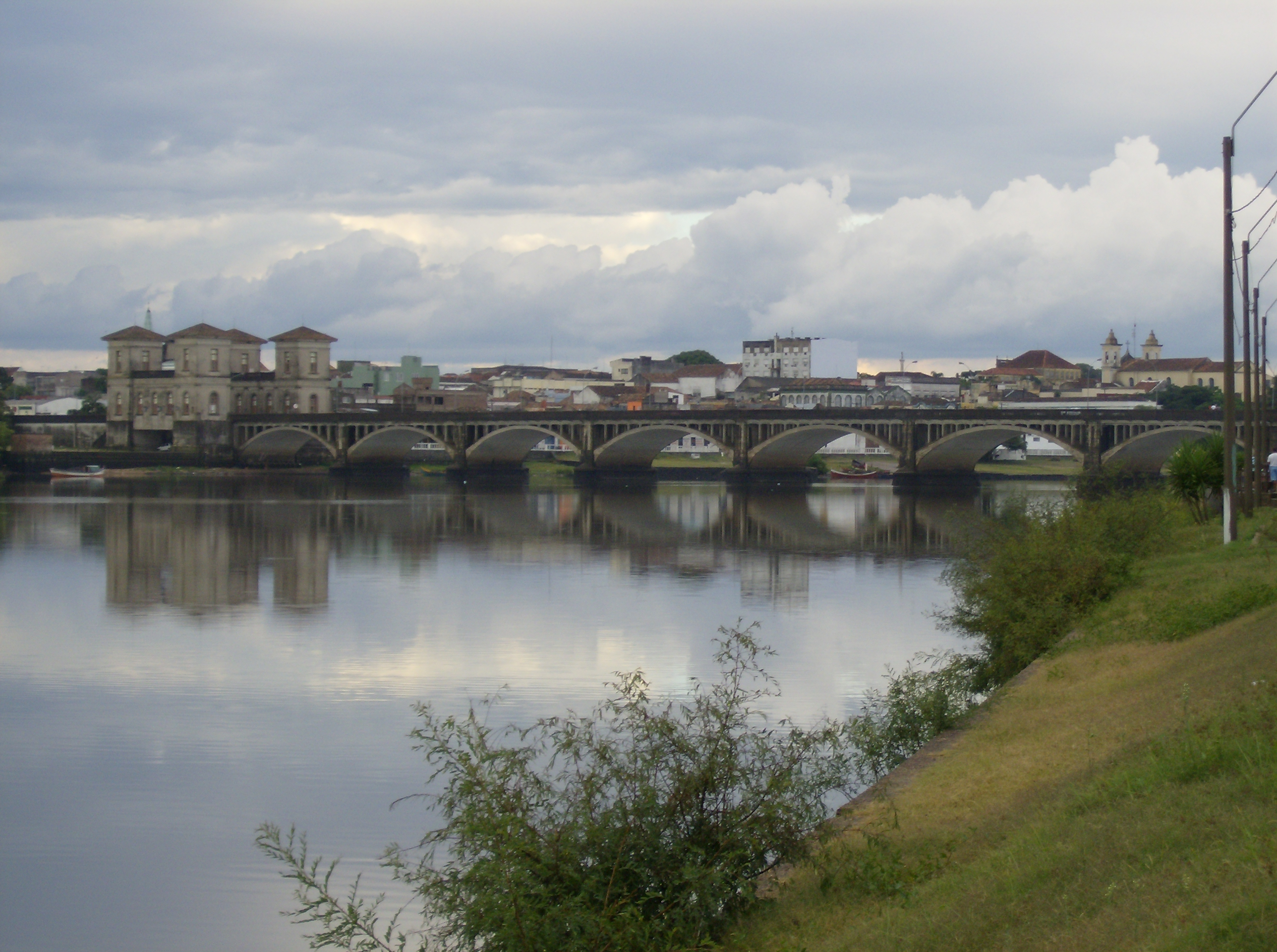
Die Brücke über den Río Yaguarón mit Blick auf die Stadt Rio Branco